# Katarina Ivanovna

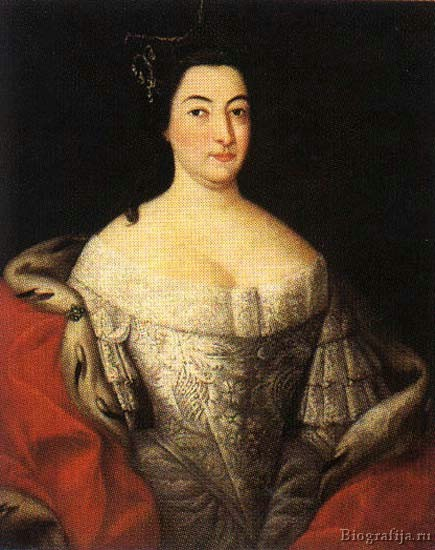
Katarina Ivanovna

Katarina Ivanovna av Ryssland var en rysk storfurstinna, född 20 oktober 1691, död 14 juni 1733. Hon var mor till Rysslands regent Anna Leopoldovna och syster till kejsarinnan Anna Ivanovna. 

## Biografi
Katarina var dotter till tsar Ivan V och Praskovja Saltykova och systerdotter till Peter den store. Hon levde med sin mor och sin syster på moderns änkesäte Izmajlovo utanför Moskva fram till att familjen 1707 flyttade till Sankt Petersburg. Hon ska ha varit sin mors favorit. Katarina beskrevs som charmfull, blek och rundnätt och populär i sällskapslivet för sin karaktäristiska optimism. Hon var enligt uppgift entusiastisk över de västerländska reformer Peter den stora hade introducerat i Ryssland, och deltog aktivt i de baler och könsblandade fester som arrangerades som ett led i att göra Ryssland mer västerländskt. Hon uppgavs älska dans och män och beskrivs som gladlynt och uppriktig.     
1716 gifte hennes farbror tsar Peter bort henne med Karl Leopold, hertig av Mecklenburg-Schwerin. Äktenskapet var politiskt, och hade arrangerats för att Peter skulle kunna använda Mecklenburgs hamn mot Sverige under det stora nordiska kriget. Katarina misshandlades av Karl och föraktades också av den lokala adeln i Mecklenburg, som kallade henne Den vilda hertiginnan. På makens uppdrag skötte hon också kontakten med Peter den store och framförde makens politiska önskemål till honom.   
1722 kunde Katarina återvända till sin mor i Ryssland med sin dotter Anna, sedan Peter på hennes mors uppmaning hade bjudit in makarna till Ryssland och lagt till att Katarina skulle komma även om Karl var förhindrad. Katarina kom ensam och paret levde därefter separerade. Hon och hennes dotter bosatte sig först hos modern i Izmajlovo, och därefter i Sankt Petersburg. Katarina ska ha levt ett lyckligt liv i Ryssland, ägnande sig åt dans och sällskapsliv, och hon beskrevs fortfarande som gladlynt och alltmer överviktig. Hon ansågs dock sakna politisk betydelse och levde i skymundan fram till sin systers trontillträde.   
År 1730 föreslogs Katarina först som tronkandidat, men oron för att hennes make, en främmande monark, skulle få inflytande, gjorde att tronen i stället erbjöds hennes syster Anna. 1731 berövades hon vårdnaden om sin dotter av sin syster, som hade utsett dotterns framtida barn till sin tronföljare. Hon närvarade då dottern 12 maj 1733 konverterade till den ortodoxa tron och fick ett nytt namn, vilket gjorde henne accepterad som tronföljare, men dog strax därpå av ödem, som hon då länge hade lidit av.  